# Kuwait PSA Cup
Der Kuwait PSA Cup, lange auch Kuwait Open, war ein Squashturnier für Herren und Damen, das in der kuwaitischen Hauptstadt Kuwait stattfand. Das Turnier gehörte bei den Herren zuletzt zur Kategorie World Series Platinum, der zweithöchsten Wertungskategorie. Das Gesamtpreisgeld betrug 165.000 US-Dollar. Erstmals fand e 1997 bei den Herren statt, während die Damenkonkurrenz erstmals 2004 ausgetragen wurde.
In den Jahren 2009 und 2012 wurde das Turnier bei den Herren nicht ausgetragen. 2009 fand in Kuwait stattdessen die Weltmeisterschaft statt. Mit jeweils drei Siegen sind Peter Nicol und Ramy Ashour Rekordsieger des Turniers. Bei den Damen sicherte sich Nicol David zweimal den Titel.

## Sieger

### Herren
| Jahr                         | Sieger              | Finalgegner         | Ergebnis                       |
| ---------------------------- | ------------------- | ------------------- | ------------------------------ |
| 2013                         | Ramy Ashour         | James Willstrop     | 6:11, 11:8, 11:3, 11:3         |
| 2012                         | nicht ausgetragen   | nicht ausgetragen   | nicht ausgetragen              |
| 2011                         | James Willstrop     | Karim Darwish       | 11:7, 10:12, 11:4, 11:2        |
| 2010                         | Ramy Ashour         | Amr Shabana         | 9:11, 11:4, 13:11, 11:1        |
| 2009                         | nicht ausgetragen 1 | nicht ausgetragen 1 | nicht ausgetragen 1            |
| 2008                         | Amr Shabana         | Ramy Ashour         | 11:9, 11:7, 13:11              |
| 2007                         | Ramy Ashour         | Amr Shabana         | 11:5, 11:3, 12:10              |
| 2006                         | Hisham Mohd Ashour  | Alex Stait          | 11:8, 8:11, 11:6, 11:4         |
| 2005                         | David Palmer        | Peter Nicol         | 11:4, 9:11, 11:3, 11:6         |
| 2004                         | Peter Nicol         | James Willstrop     | 15:13, 9:15, 15:4, 15:8        |
| 1999–2003: nicht ausgetragen |                     |                     |                                |
| 1998                         | Peter Nicol         | Derek Ryan          | 14:15, 15:11, 15:10, 15:6      |
| 1997                         | Peter Nicol         | Rodney Eyles        | 15:6, 12:15, 16:17, 15:8, 15:4 |

 1 Da die Weltmeisterschaft in Kuwait ausgetragen wurde, entfiel das Turnier in diesem Jahr.

### Damen
| Jahr | Siegerin          | Finalgegnerin     | Ergebnis            |
| ---- | ----------------- | ----------------- | ------------------- |
| 2007 | Nicol David       | Natalie Grinham   | 9:6, 10:8, 2:9, 9:1 |
| 2006 | nicht ausgetragen | nicht ausgetragen | nicht ausgetragen   |
| 2005 | Nicol David       | Natalie Grainger  | 4:9, 9:6, 9:7, 10:8 |
| 2004 | Rachael Grinham   | Cassie Jackman    | 2:9, 9:6, 9:2, 9:5  |